# HD 27604
HD 27604，又名CP-53 679，SAO 233476、HR 1365，是一颗恒星，视星等为6.09，位于銀經261.59，銀緯-44.09，其B1900.0坐标为赤經4h 16m 11.9s，赤緯-53° -44.09′ 11″。